# Augustine Clarke
Augustine Clarke (* etwa 1780 in Richmond, Massachusetts; † 17. Juni 1841 in Montpelier, Vermont) war ein US-amerikanischer Anwalt, Bankier und Politiker, der von 1833 bis 1837 State Treasurer von Vermont war. Clark war einer der Gründer der Anti-Masonic Party.

## Leben
Von der Geburt Clarkes sind keine Details bekannt. Sein Name wird manchmal auch „Clark“ geschrieben. Vermutlich wurde er in Richmond, Massachusetts etwa 1780 geboren. Getauft wurde er am 15. März 1786 in Richmond.
Clarke zog nach Vermont und studierte Rechtswissenschaften. Die Zulassung als Anwalt erhielt er im Jahr 1804 in Wheelock. Im Jahr 1806 wurde er auch in Danville als Anwalt zugelassen.
Er heiratete im Jahr 1808 Sophia Blanchard in Danville. Sie hatten drei Töchter und einen Sohn. Sophia Blanchards Schwester Sarah war mit William A. Palmer, dem Gouverneur von Vermont und Senator der Vereinigten Staaten, verheiratet. Palmer und Clarke waren Führungspersönlichkeiten der Anti-Masonic Partei.
Clarke arbeitete als Anwalt in Danville. Als Anhänger der National Republican Party war er in mehreren öffentlichen Ämtern tätig, unter anderem als Friedensrichter. Im Jahr 1820 arbeitete er für das Vermonter Council of Censors, ein Gremium, welches alle sieben Jahre zusammentritt, um die Gesetze zu prüfen, die von der Vermont General Assembly erlassen wurden und um sicherzustellen, dass diese auch Verfassungsmäßigkeit besitzen. Im selben Jahr wurde er auch Mitglied in der American Tract Society. Zusätzlich war er aktives Mitglied der American Anti-Slavery Society.
Für das Caledonia County war er von 1822 bis 1824 als Treasurer und von 1824 bis 1825 als Assistant Judge tätig.
Im Jahr 1826 wurde er zum Präsidenten der Caledonia National Bank ernannt. Er folgte Palmer in dieses Amt, der der erste Präsident der Bank war.
Für Danville wurde Clarke in den Jahren 1824, 1828, 1830 und 1832 als Abgeordneter in das Repräsentantenhaus von Vermont gewählt. Im Jahr 1830 wurde Clark zu einem von drei Kommissionsmitglieder der Jail Delivery ernannt. Die Kommissionsmitglieder der Jail Delivery waren für den Empfang von Gefangenen zuständig, die ihre Strafe ableisten mussten und für die Verfolgung der Zeit, die die Gefangenen im Gefängnis verbrachten sowie für die Entlassung der Gefangenen, deren Haftzeit beendet war, verantwortlich. Sie überwachten auch die Einhaltung der Bewährungsauflagen, um die Entlassung zu gewährleisten. Außerdem entschieden die Kommissionsmitglieder, ob die Häftlinge, die aufgrund von Schulden verhaftet worden waren, in Übereinstimmung mit den Bedingungen des „Freedom of the Prison“ berechtigt waren, das Gefängnisgelände zu verlassen, um Geld für die Zahlung ihrer Schulden zu verdienen und zur Unterstützung ihrer Familien.
Clarke wurde im Jahr 1832 in das Komitee zur Errichtung des State House von Vermont ernannt. Er nahm an den Planungen und der Bauleitung zur Errichtung des State House teil. Das State House war von 1833 bis zu seiner Zerstörung in einem Brand im Jahr 1856 in Betrieb.
Er gehörte zu den Gründern der Anti-Masonic Bewegung. William Wirt trat für die Anti-Masonic Partei bei der Präsidentschaftswahl in den Vereinigten Staaten 1832 an und Clarke stimmte als Wahlmann für Wirt.
Benjamin Swan war Treasurer von Vermont seit 1800 und wurde meist ohne Gegenkandidat oder mit sehr großer Zustimmung gewählt. Im Jahr 1844 trat Clarke als Kandidat der Anti-Masonic Partei gegen Swan an und gewann die Wahl. William A. Palmer wurde für die Anti-Masonic Partei zum Gouverneur von Vermont gewählt. Clarkes Sieg wurde als zusätzlicher Beleg für die Lebensfähigkeit der Anti-Masonic Partei in Vermont gewertet. Im September 1837 wurde Clarke in das Nationale Komitee der Anti-Masonic Partei berufen.
Clarke übte das Amt des Treasurers bis zur Wiederwahl im Oktober 1837 aus. In dem Jahr gewann Clarke zwar die größte Anzahl von Stimmen, jedoch verfehlte er mit 47,3 % die nötige Mehrheit von 50 % und einer Stimme, wie es die Verfassung von Vermont fordert. In einem derartigen Fall wird durch die General Assembly der Amtsträger gewählt. Da zu dieser Zeit die Popularität der Anti-Masonic Partei bereits sank und die Wirtschaftskrise von 1837 setzte die Nation unter Druck. Clarke konnte die Mehrheit der Versammlung nicht auf sich vereinen. Um die entstandene Lücke zu füllen, wurde Allen Wardner von Gouverneur Silas H. Jennison zum Treasurer ernannt.
Im Jahr 1839 wurde die Anti-Masonic Partei aufgelöst und Clarke trat in die Demokratische Partei ein. Im Juli 1839 wurde er zu einem Pension Agent der Vereinigten Staaten für Vermont ernannt.
Augustine Clarkes Frau starb im Jahr 1833. Im Jahr 1840 heiratete er Julia Jewett Hubbard.
Clarke starb in Montpelier am 17. Juni 1841. Sein Grab befindet sich auf dem Elm Street Cemetery in Montpelier.